# Хамза Матлуті
Хамза Матлуті (фр. Hamza Mathlouthi, араб. حمزة المثلولي, нар. 25 липня 1992, Зарзуна) — туніський футболіст, захисник клубу «Сфаксьєн».
Виступав, зокрема, за клуб «Бізертен», а також національну збірну Тунісу.

## Клубна кар'єра
У дорослому футболі дебютував 2010 року виступами за команду клубу «Бізертен», в якій провів шість сезонів, взявши участь у 110 матчах чемпіонату. 
До складу клубу «Сфаксьєн» приєднався 2016 року. Відтоді встиг відіграти за сфакську команду 7 матчів в національному чемпіонаті.

## Виступи за збірну
У 2014 році дебютував в офіційних матчах у складі національної збірної Тунісу. Наразі провів у формі головної команди країни 25 матчів.
У складі збірної був учасником Кубка африканських націй 2015 року в Екваторіальній Гвінеї.